# Pokańce
Pokańce (lit. Pakonys) – wieś na Litwie, w okręgu wileńskim, w rejonie wileńskim, w gminie Suderwa. Graniczą z Wilejskim Parkiem Regionalnym.

## Historia
W dwudziestoleciu międzywojennym leżały w Polsce, w województwie wileńskim, w powiecie wileńsko-trockim, w gminie Mejszagoła. W 1931 miejscowość liczyła 122 mieszkańców, zamieszkałych w 24 budynkach.
Po II wojnie światowej w granicach Związku Sowieckiego. Od 1991 na niepodległej Litwie.